# André Parpais
 (décembre 2023).
Si vous disposez d'ouvrages ou d'articles de référence ou si vous connaissez des sites web de qualité traitant du thème abordé ici, merci de compléter l'article en donnant les références utiles à sa vérifiabilité et en les liant à la section « Notes et références ».
André Parpais, né le 27 mai 1890 à Issoudun (Indre) et mort le 24 février 1947 à Pouillé (Loir-et-Cher), est un homme politique français.

## Biographie
Fils d'un serrurier, Raoul Parpais passe par l'école normale d'instituteurs de Châteauroux puis enseigne à Issoudun.
Mobilisé en 1914, blessé en 1915, il finit la guerre comme prisonnier.
Il s'engage en politique en 1922, au sein du parti socialiste SFIO, après son retour à la vie civile, lorsqu'il est affecté à Châtillon-sur-Indre. Devenu secrétaire de la fédération socialiste de l'Indre en 1928, il conserve cette fonction jusqu'en 1936, quand André Delmas lui succède. L'année suivante, cependant, Parpais retrouve la direction fédérale, qu'il conserve jusqu'à sa mort.
Nommé professeur de cours complémentaire à Châteauroux, il s'installe dans cette ville, où il anime, dans les années 1930, le comité de vigilance antifasciste.
Candidat socialiste aux cantonales en 1934 (canton de Levroux) et 1937 (canton de Buzançais), il n'est pas élu.
Installé dans le Loir-et-Cher, à Pouillé, en 1942, il y organise et la structure clandestine du syndicat national des instituteurs, dont il assure la direction départementale. À partir d'avril 1944, il retourne dans l'Indre et participe à la résistance armée.
Membre du Comité départemental de Libération de l'Indre, il est élu conseiller général en septembre 1945, dans le canton d'Issoudun-Sud, puis mène en octobre la liste de la SFIO de l'Indre pour l'élection de la première assemblée constituante. Avec 22,3 % des voix, il est élu député. Réélu en juin 1946, avec un score moindre (19,7 %), il s'intéresse essentiellement aux questions de défense, mais suit aussi de très près la procédure législative aboutissant à la création d'un statut général des fonctionnaires.
En novembre 1946, il est battu aux législatives.
Quelques semaines plus tard, il meurt subitement, à l'âge de 56 ans.

## Détail des fonctions et des mandats
Mandats parlementaires
- 21 octobre 1945 - 10 juin 1946 : Député de l'Indre
- 2 juin 1946 - 27 novembre 1946 : Député de l'Indre